# Kommission der Vereinten Nationen für Nachhaltige Entwicklung
Die Kommission der Vereinten Nationen für Nachhaltige Entwicklung (englisch Commission on Sustainable Development, CSD) war bis 2013 das wichtigste Organ für diesen Bereich innerhalb des UN-Systems. Sie war eine Plattform für Fachwissen und Zugpferd für die Nachhaltige Entwicklung. Sie hatte ihren Sitz in New York. 2013 wurde sie durch das Hochrangige Politische Forum für Nachhaltige Entwicklung abgelöst.

## Gründung
Die CSD wurde 1992 im Anschluss an die Konferenz der Vereinten Nationen über Umwelt und Entwicklung in Rio de Janeiro durch die Resolution A/RES/47/191 der UN-Generalversammlung gegründet.

## Aufgaben
Die CSD hatte die Aufgabe, die Fortschritte der in der Rio-Erklärung über Umwelt und Entwicklung (1992) und der Agenda 21 festgesetzten Ziele zu verfolgen. Später erhielt die CSD die Aufgabe, die Erfüllung des Johannesburg-Aktionsplans (engl. Plan of Implementation; 2002) auf internationaler, nationaler, regionaler und lokaler Ebene anzuleiten. 
Außerdem führte die Kommission eine Vielzahl von innovativen Aktivitäten durch (Partnerships Fair, Learning Centre, Roundtables etc.). Ein weiteres Ziel der CSD war die Förderung des Dialogs zwischen Ministerien und den sogenannten Major Groups (von der UN festgelegte Verbände wichtiger Interessenvertretungen und NGOs für neun wichtige Themengebiete, z. B. Frauen, Gewerkschaften und indigene Völker).

## Struktur und Organisation
Die Kommission war eine funktionelle Kommission des UN-Wirtschafts- und Sozialrat (ECOSOC). Sie bestand aus 53 Vertretern der Mitgliedstaaten. Ein Drittel der Mitglieder wurde jedes Jahr neu gewählt. Eine Sitzungsperiode der Kommission dauerte zwei Jahre. Während der jährlichen Treffen wurden Themenkomplexe besprochen. Ein Themenkomplex umfasste mehrere fächerübergreifende Schwerpunktthemen.

## Ablösung
Im Juni 2012 fand die Konferenz der Vereinten Nationen über nachhaltige Entwicklung (Rio+20) statt. Man stellte einvernehmlich die Insuffizienz der bestehenden Strukturen fest und beschloss, die CSD durch das 2013 gegründete Hochrangige Politische Forum für Nachhaltige Entwicklung abzulösen.